# オデーサ爆撃
オデーサ爆撃（オデーサばくげき）は、2022年ロシアのウクライナ侵攻のウクライナ南部攻勢においてロシア軍が行った爆撃。オデーサと周辺地域は、侵攻勃発以来、ロシア軍による砲撃と爆撃の標的になり、おもに黒海のロシア軍艦から攻撃されている。また、巡航ミサイルの標的にもされている。
「オデッサ爆撃」とも呼称される。

## 時系列

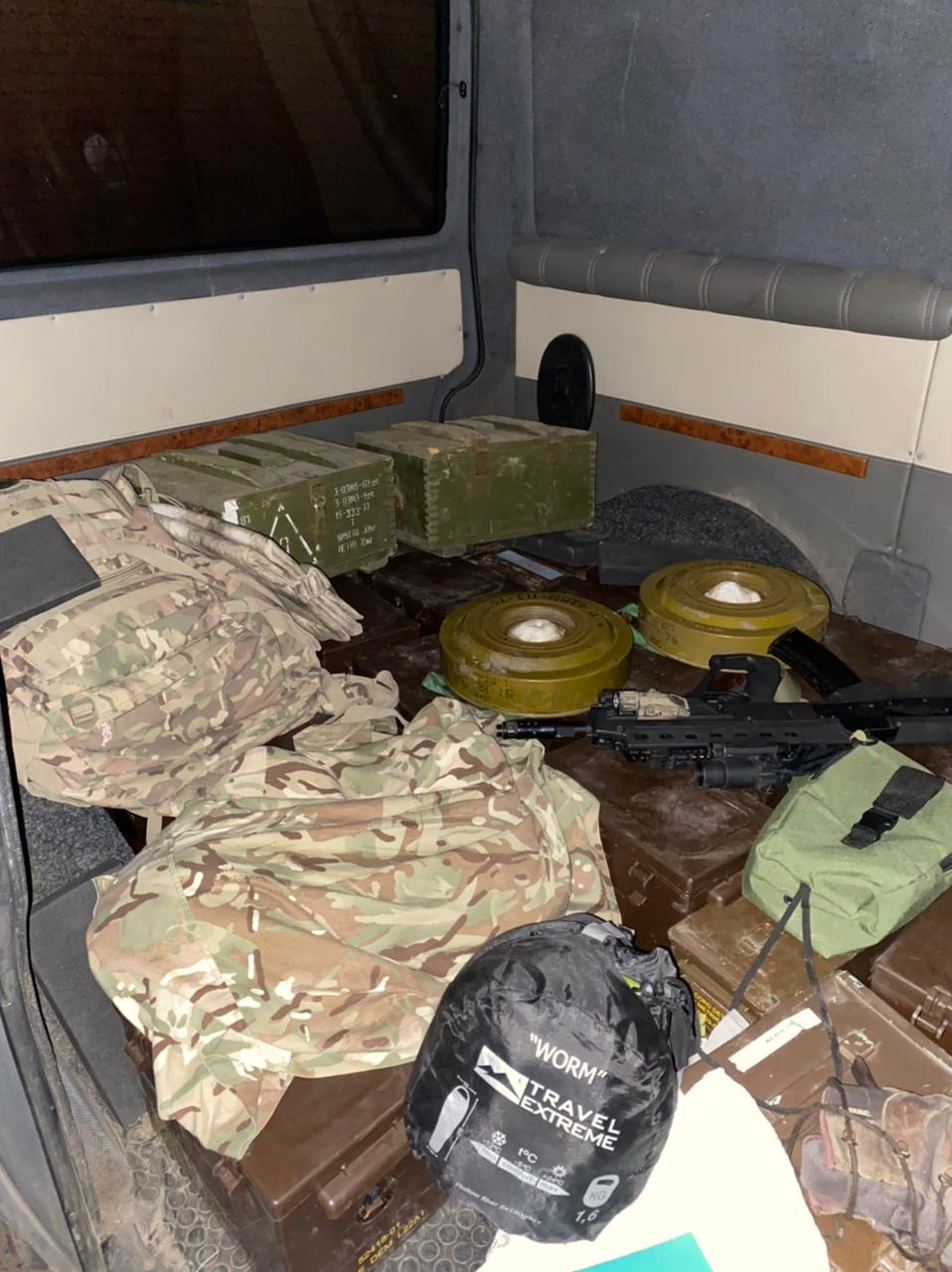
オデッサでロシアの破壊工作員容疑者から機器を押収

オデッサへの最初の爆撃は、侵攻初日の2月24日に、市内の倉庫とリペツケのレーダーと防空システムを標的とし、少なくとも兵士22人が死亡、6人が負傷している。また、ウクライナ当局は、オデッサの軍用飛行場が標的となり、戦闘機1機が破壊されたと報じた。ウクライナ当局が拘束して装備を没収したため、ロシアの破壊工作員が27日頃に作戦を開始した。3月2日、避難列車が市民を乗せてチェルニウツィーとウージュホロドに向かい、3月8日に追加で避難列車が運行された。
3月2日12時00分（現地時間）、ロシア軍がオデッサ北西のDachneを砲撃し、天然ガスパイプラインが損傷し、家屋9棟とガレージ1棟が火災に見舞われた。その後、3月3日、近隣のザトカ、ビレンケが砲撃され、ビレンケで少なくとも1人が亡くなった。ロシア軍艦はなおもオデッサの港でウクライナの民間船舶Heltを砲撃し、沈没させた。
3月5日、Mi-8（登録番号RF-91165）1機がオデッサ近郊で破壊された。ウクライナ領土防衛隊の新たな旅団が3月8日にオデッサで設立された。 
ロシアの攻撃は3月の終わりに向かうにつれ激しさを増した。 3月21日の朝、ロシア軍艦が沖合いから港を含むオデッサを目標に砲撃し、ウクライナが沿岸砲で応戦して、黒海まで撤退させた。3月25日、ウクライナ空軍が、オデッサ内外を標的とした巡航ミサイル3発を黒海上空で撃墜したと発表した。また、オデッサの軍司令部のスポークスパーソンSerhii BratchukのTelegramにおける声明によれば、激しい迫撃砲攻撃に見舞われたものの、3月27日、オデッサ沿岸で巡航ミサイル2発以上を撃墜したという。
4月13日、ウクライナ大統領府顧問オレクシイ・アレストビッチとオデッサ州知事マクシム・マルチェンコは、ロシア黒海艦隊の旗艦モスクワが対艦ミサイル・ネプチューン2発を受け、荒海で炎上していると発言した。ネプチューンはオデッサ付近から60から65海里沖のモスクワを目標に発射されたものとされた。ロシア国防省は、炎上は弾薬の爆発によるものであり、モスクワは深刻な損傷を受け、乗組員は完全に退避したと発言し、ウクライナの攻撃には一切言及しなかった。翌日、モスクワは修理のために港に向かおうとしたところで沈没した。ロシアは、モスクワから396人が救助された一方で、兵士1人が死亡、27人が行方不明であると発表した。
4月23日、ウクライナは、ロシアのミサイル攻撃が軍事施設と住宅9棟に直撃し、市民8人が死亡、18あるいは20人が負傷したと発表した。ロシアは、ミサイル攻撃はウクライナがアメリカやヨーロッパから受け取った兵器が保管されていた軍用飛行場の物流ターミナルを目標にしたものであると発表した。

12月10日、オデーサの複数のエネルギー関連施設がドローンによる攻撃を受け、市内では大規模な停電が発生した。ウクライナ当局は、ドローン10機の撃墜に成功したがドローン5機による攻撃を許したとしている。